# Københavns Havn (dokumentarfilm fra 1938)
|  | Denne artikel er oprettet af botten Steenthbot ud fra en ekstern database. Den kan derfor have sproglige fejl eller mangler. Denne skabelon kan fjernes efter kontrol af indholdet. |

 For alternative betydninger, se Københavns Havn (flertydig). (Se også artikler, som begynder med Københavns Havn)
Københavns Havn er en dansk dokumentarfilm fra 1938 instrueret af Birger von Cotta-Schønberg.

## Handling
Et musikalsk og poetisk portræt af Københavns Havn, der tager sig forbi Frihavnen, Langelinie med Den lille Havfrue og Lystbådehavnen, flådeskibene "Batory", "Jutlandia" og "Kronprins Olav" i havnen, slæbebåde, Langebro, kullosning i Sydhavnen, Knippelsbro og Toldboden, Skoleskibet Danmark i flådens leje, Holmen, Orlogsværftet og mastekranen, Refshaleøen med skibsværftet, Christianshavns kanal, fyraften på B&W, og arbejderne, der sejler hjem.